# 恵公 (衛)
恵公（けいこう、紀元前?年 - 紀元前669年）は、衛の第16代および第18代君主。宣公の子。

## 生涯
宣公の子として生まれる。
宣公18年（前701年）、兄の太子伋と姫寿の死に伴い、姫朔が太子に立てられた。
宣公19年（前700年）11月、宣公が卒去したため、太子朔は衛の君主（以降は恵公と表記）となった。
恵公元年（前699年）2月、斉・宋・衛・燕の四カ国連合と魯・紀の二カ国連合が戦った。3月、衛で宣公の葬儀が営まれた。
恵公2年（前698年）12月、恵公は宋の鄭攻めに参加し、斉や陳とともに鄭の牛首（鄭の邑）を占領し、翌年（前697年）も鄭に侵攻した。
恵公4年（前696年）、1月と4月に恵公は鄭を討つための会合に出席した。11月、恵公の叔父である左公子洩と右公子職は、恵公が太子伋殺害に関与していたことを怨み、恵公を攻撃し、太子伋の弟である黔牟を衛君に立てた。攻撃された恵公は斉へ出奔した。
その8年後（前688年）6月、恵公は斉の襄公の援けを得て諸侯軍とともに黔牟を撃ち、左公子洩と右公子職を誅殺してふたたび衛に返り咲いた。
恵公25年（前675年）、恵公は周が黔牟をかくまっていることを怨み、燕とともに周を攻撃した。周の恵王が温（現在の河南省温県南部）へ逃亡したので、衛と燕は恵王の弟である穨（たい）を周王に立てた。
恵公29年（前671年）、衛と燕によって追い出された恵王が鄭によって戻され、穨は誅殺された。
恵公31年（前669年）5月、恵公が卒去し、子の姫赤が立って衛の君主（懿公）となった。

## 参考資料
- 『春秋左氏伝』（桓公十三年～十五年、荘公六年、十九年、二十五年）
- 司馬遷『史記』（衛康叔世家第七）